# Слоп (округ)
Округ Слоп (англ. Slope County) располагается в штате Северная Дакота, США. Официально образован в 1914 году. По состоянию на 2013 год, численность населения составляла 761 человек.

## География
По данным Бюро переписи США, общая площадь округа равняется 3 157,213 км2, из которых 3 146,853 км2 — суша, и 4,000 км2, или 0,300 % — это водоёмы.

## Население
По данным переписи населения 2000 года в округе проживает 767 жителей в составе 313 домашних хозяйств и 222 семей. Плотность населения составляет 0,14 человека на км2. На территории округа насчитывается 451 жилое строение, при плотности застройки около 0,24-ти строений на км2. Расовый состав населения: белые — 99,84 %, афроамериканцы — 0,08 %, коренные американцы (индейцы) — 0,13 %, азиаты — 0,00 %, гавайцы — 0,00 %, представители других рас — 0,00 %, представители двух или более рас — 0,00 %. Испаноязычные составляли 0,08 % населения независимо от расы.
В составе 30,00 % из общего числа домашних хозяйств проживают дети в возрасте до 18 лет, 64,50 % домашних хозяйств представляют собой супружеские пары, проживающие вместе, 3,80 % домашних хозяйств представляют собой одиноких женщин без супруга, 28,80 % домашних хозяйств не имеют отношения к семьям, 27,20 % домашних хозяйств состоят из одного человека, 10,50 % домашних хозяйств состоят из престарелых (65 лет и старше), проживающих в одиночестве. Средний размер домашнего хозяйства составляет 2,45 человека, и средний размер семьи 2,96 человека.
Возрастной состав округа: 25,30 % — моложе 18 лет, 4,20 % — от 18 до 24, 25,00 % — от 25 до 44, 27,60 % — от 45 до 64, и 27,60 % — от 65 и старше. Средний возраст жителя округа — 42 года. На каждые 100 женщин приходится 116,70 мужчин. На каждые 100 женщин старше 18 лет приходится 117,00 мужчин.
Средний доход на домохозяйство в округе составлял 24 667 USD, на семью — 26 058 USD. Среднестатистический заработок мужчины был 20 000 USD против 12 115 USD для женщины. Доход на душу населения составлял 14 513 USD. Около 15,40 % семей и 16,90 % общего населения находились ниже черты бедности, в том числе — 16,30 % молодежи (тех, кому ещё не исполнилось 18 лет) и 8,00 % тех, кому было уже больше 65 лет.